# Euploea lornae
Euploea lornae är en fjärilsart som beskrevs av Schröder och Colin G.Treadaway 1979. Euploea lornae ingår i släktet Euploea och familjen praktfjärilar. Inga underarter finns listade i Catalogue of Life.